# Multimarkt-Wettbewerb
Dieser Artikel wurde aufgrund inhaltlicher und/oder formaler Mängel auf der Qualitätssicherungsseite des Portals Wirtschaft eingetragen. 
Du kannst helfen, indem du die dort genannten Mängel beseitigst oder dich an der Diskussion beteiligst.
Multimarkt-Wettbewerb bezeichnet eine Situation, in der Unternehmen mit ihren Konkurrenten in mehr als einem Markt in Wettbewerb stehen. Weil die einzelmarktlichen Wettbewerbssituationen über die jeweils identischen Unternehmen miteinander verbunden sind, bietet sich hier die Möglichkeit, Wettbewerbszüge marktübergreifend zu planen und durchzuführen. Sowohl die Oligopol-Forschung als auch die Strategieforschung zeigen, dass Unternehmen in diesem Fall den Rivalitätsgrad in allen gemeinsamen Märkten senken und dadurch höhere Gewinne erwirtschaften.